# پای آمریکایی: اردوگاه نوار
پای آمریکایی: اردوگاه نوار (انگلیسی: American Pie Presents: Band Camp) فیلمی در ژانر کمدی به کارگردانی استیو رش است که در سال ۲۰۰۵ منتشر شد.

## بازیگران
- تاد هیلگنبرینک
- آریل کبل
- یوجین لوی
- مت بر
- آنجلا لیتل
- جیسون ایرلز
- کریس اوون
- عمر بنسون میلر
- کریستل لایتنینگ
- تیموتی استاک
- جنیفر والکوت
- لورن سی. می‌هیو